# كلاوس كونيغ
كلاوس كونيغ (بالألمانية: Klaus König) هو مغني أوبرا ومغني ألماني، ولد في 26 مايو 1934 في بيطوم في بولندا.

## وصلات خارجية
- كلاوس كونينغ على موقع IMDb (الإنجليزية)
- كلاوس كونينغ على موقع ميوزك برينز (الإنجليزية)